# God Nisanov
God Semjonovitsj Nisanov (Russisch: Год Семёнович Нисанов, Azerbeidzjaans: Qod Semyonoviç Nisanov) (Qırmızı Qəsəbə (Quba), 24 april 1972) is een Russische vastgoedontwikkelaar en filantroop van Joods-Azerbeidzjaanse afkomst. Het vermogen van Nisanov werd in 2020 geschat op $2,7 miljard waarmee hij de 764e positie van 's werelds miljardairs inneemt.

## Biografie
Nisanov werd op 24 april 1972 geboren in de Joodse nederzetting Qırmızı Qəsəbə (Russisch: Krasnaja Sloboda) in het noordoosten van Azerbeidzjan. Zijn vader is Semjon Davidovitsj Nisanov, directeur van een conservenfabriek, en zijn moeder is Margarita Mordechajevna Nisanova.

## Carrière
Na zijn afstuderen in financiën en rechten, werkte hij korte tijd bij de conservenfabriek van zijn vader. In 1992 bundelde hij zijn krachten samen met de evenals Joods-Azerbeidzjaanse Zakarh Iliev, die tot op de dag van vandaag zijn zakenpartner blijft. De zakenpartners bezitten ongeveer 14 miljoen vierkante meter onroerend goed in Moskou. Daarnaast ontwikkelden ze een groothandelsdistributiecentrum van 225 hectare in Moskou, genaamd Food City en ook verschillende winkelcentra in de buitenwijken van Moskou.
Gedurende zijn carrière heeft Nisanov tal van liefdadigheidsprojecten gefinancierd, waaronder assistentie bij de bouw van een school en museum in zijn geboorteplaats.

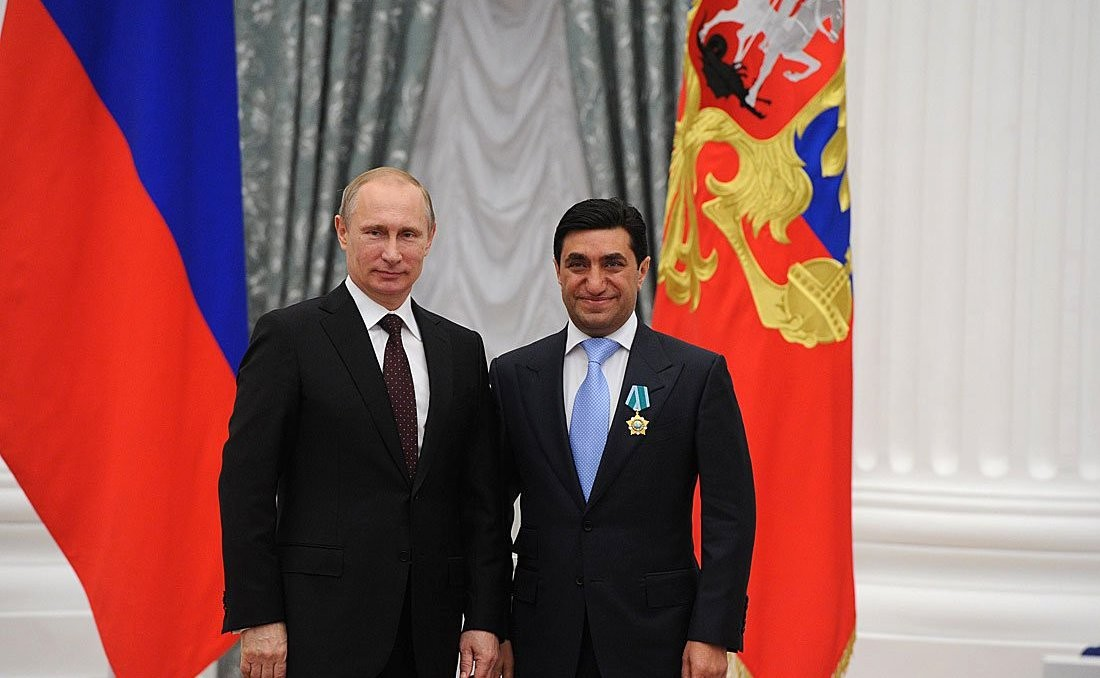
Vladimir Poetin en God Nisanov in 2014

In 2014 verkreeg Nisanov de Orde van de Vriendschap van de Russische president Vladimir Poetin voor "zijn bijdrage aan de realisatie van economische projecten en het opnemen van investeringen in de Russische economie".

## Privéleven
Nisanov is gehuwd, heeft drie kinderen en woont in Moskou. Sinds september 2014 is Nisanov de vicepresident van het Joods Wereldcongres. Hij spreekt zes vreemde talen, waaronder Arabisch, Azerbeidzjaans, Russisch, Turks en Perzisch.